# 2016–2017-es Európa-liga (csoportkör)
A 2016–2017-es Európa-liga csoportkörének mérkőzéseit 2016. szeptember 15. és december 8. között játszották le.

## Fordulók és időpontok
| Forduló        | Sorsolás                     | Játéknapok           |
| -------------- | ---------------------------- | -------------------- |
| 1. mérkőzésnap | 2016. augusztus 26. (Monaco) | 2016. szeptember 15. |
| 2. mérkőzésnap | 2016. augusztus 26. (Monaco) | 2016. szeptember 29. |
| 3. mérkőzésnap | 2016. augusztus 26. (Monaco) | 2016. október 20.    |
| 4. mérkőzésnap | 2016. augusztus 26. (Monaco) | 2016. november 3.    |
| 5. mérkőzésnap | 2016. augusztus 26. (Monaco) | 2016. november 24.   |
| 6. mérkőzésnap | 2016. augusztus 26. (Monaco) | 2016. december 8.    |

## Sorsolás
A csoportkörben 12 darab, egyaránt négycsapatos csoportot képeztek. A csoportokban a csapatok körmérkőzéses, oda-visszavágós rendszerben mérkőztek meg egymással. A csoportok első két helyen záró csapat az egyenes kieséses szakaszba jutott, a harmadik és negyedik helyezettek kiestek.
A csoportkörbe a rangsor szerinti első 12 ország kupagyőztese, a 4. helyen rangsorolt bajnokság 4. helyezettje, az 1–3. helyen rangsorolt bajnokság 5. helyezettjei, valamint az UEFA-bajnokok ligája rájátszásának 10 vesztes csapat, és az Európa-liga selejtező rájátszásának 22 továbbjutója került.
| Csapat                 | Együttható | Kalap |
| ---------------------- | ---------- | ----- |
| Schalke 04             | 96,035     | 1     |
| Zenyit                 | 93,216     | 1     |
| Manchester United      | 82,256     | 1     |
| Sahtar Doneck          | 81,976     | 1     |
| Athletic Bilbao        | 75,142     | 1     |
| Olimbiakósz            | 70,940     | 1     |
| Villarreal CF (BL)     | 60,142     | 1     |
| Ajax (BL)              | 58,112     | 1     |
| Internazionale         | 58,087     | 1     |
| Fiorentina             | 57,087     | 1     |
| Anderlecht             | 54,000     | 1     |
| Viktoria Plzeň (BL)    | 44,585     | 1     |
| AZ                     | 43,612     | 2     |
| Sporting de Braga      | 43,116     | 2     |
| Red Bull Salzburg (BL) | 42,520     | 2     |
| AS Roma (BL)           | 41,587     | 2     |
| Fenerbahçe SK          | 40,920     | 2     |
| Sparta Praha           | 40,585     | 2     |
| PAÓK                   | 37,440     | 2     |
| Steaua București (BL)  | 36,576     | 2     |
| KRC Genk               | 36,000     | 2     |
| APÓEL (BL)             | 35,935     | 2     |
| Standard de Liège      | 27,500     | 2     |
| AS Saint-Étienne       | 26,049     | 2     |

| Csapat                | Együttható | Kalap |
| --------------------- | ---------- | ----- |
| Young Boys (BL)       | 24,755     | 3     |
| KAA Gent              | 25,000     | 3     |
| FK Krasznodar         | 24,216     | 3     |
| Rapid Wien            | 23,520     | 3     |
| Slovan Liberec        | 22,085     | 3     |
| Celta Vigo            | 21,142     | 3     |
| Makkabi Tel-Aviv      | 20,225     | 3     |
| Feyenoord             | 19,112     | 3     |
| Austria Wien          | 19,020     | 3     |
| Mainz 05              | 18,035     | 3     |
| FC Zürich             | 17,755     | 3     |
| Southampton FC        | 16,756     | 3     |
| Panathinaikósz        | 14,940     | 4     |
| Sassuolo              | 14,087     | 4     |
| Qarabağ               | 13,475     | 4     |
| Asztana FK            | 12,575     | 4     |
| OGC Nice              | 12,049     | 4     |
| Zorja Luhanszk        | 11,976     | 4     |
| Astra Giurgiu         | 11,076     | 4     |
| Hapóél Beér-Seva (BL) | 10,575     | 4     |
| Konyaspor             | 6,920      | 4     |
| Osmanlıspor           | 6,920      | 4     |
| Qəbələ PFK            | 5,225      | 4     |
| Dundalk FC (BL)       | 2,590      | 4     |

Jegyzet
- BL – Az UEFA-bajnokok ligája rájátszásának vesztes csapataként került át.

## Csoportok

### Sorrend meghatározása
Az UEFA versenyszabályzata alapján, ha két vagy több csapat a csoportmérkőzések után azonos pontszámmal állt, az alábbiak alapján kellett meghatározni a sorrendet:
1. az azonosan álló csapatok mérkőzésein szerzett több pont
2. az azonosan álló csapatok mérkőzésein elért jobb gólkülönbség
3. az azonosan álló csapatok mérkőzésein idegenben szerzett több gól
4. az összes mérkőzésen elért jobb gólkülönbség
5. az összes mérkőzésen szerzett több gól
6. az azonosan álló csapatok és nemzeti szövetségük jobb UEFA-együtthatója az elmúlt öt évben

Minden időpont közép-európai idő/közép-európai nyári idő szerint van feltüntetve.

### A csoport
| Hely. | Csapat            | M | Gy | D | V | G+ | G– | Gk | P  | Továbbjutás                                |     | FEN | MU  | FEY | ZOR |
| ----- | ----------------- | - | -- | - | - | -- | -- | -- | -- | ------------------------------------------ | --- | --- | --- | --- | --- |
| 1.    | Fenerbahçe SK     | 6 | 4  | 1 | 1 | 8  | 6  | +2 | 13 | Továbbjutott az egyenes kieséses szakaszba |     | —   | 2–1 | 1–0 | 2–0 |
| 2.    | Manchester United | 6 | 4  | 0 | 2 | 12 | 4  | +8 | 12 | Továbbjutott az egyenes kieséses szakaszba |     | 4–1 | —   | 4–0 | 1–0 |
| 3.    | Feyenoord         | 6 | 2  | 1 | 3 | 3  | 7  | −4 | 7  |                                            |     | 0–1 | 1–0 | —   | 1–0 |
| 4.    | Zorja Luhanszk    | 6 | 0  | 2 | 4 | 2  | 8  | −6 | 2  |                                            | 1–1 | 0–2 | 1–1 | —   |     |

| 2016. szeptember 15. 19:00 |

| Feyenoord   | 1–0               | Manchester United |
| ----------- | ----------------- | ----------------- |
| Vilhena 79' | (0–0) Jegyzőkönyv |                   |

| De Kuip, Rotterdam Játékvezető: Jesús Gil Manzano (spanyol) |

| 2016. szeptember 15. 19:00 |

| Zorja Luhanszk  | 1–1               | Fenerbahçe SK |
| --------------- | ----------------- | ------------- |
| Hrechyshkin 52' | (0–0) Jegyzőkönyv | Kjær 90+5'    |

| Chornomorets Stadium, Odessza Játékvezető: Kovács István (román) |

| 2016. szeptember 29. 21:05 |

| Fenerbahçe SK | 1–0               | Feyenoord |
| ------------- | ----------------- | --------- |
| Emenike 18'   | (1–0) Jegyzőkönyv |           |

| Şükrü Saracoğlu Stadion, Isztambul Játékvezető: Jonas Eriksson (svéd) |

| 2016. szeptember 29. 21:05 |

| Manchester United | 1–0               | Zorja Luhanszk |
| ----------------- | ----------------- | -------------- |
| Ibrahimović 69'   | (0–0) Jegyzőkönyv |                |

| Old Trafford, Manchester Játékvezető: Orel Grinfeld (izrael) |

| 2016. október 20. 21:05 |

| Manchester United                                             | 4–1               | Fenerbahçe SK  |
| ------------------------------------------------------------- | ----------------- | -------------- |
| Pogba 31' (11-esből) 45+1' Martial 34' (11-esből) Lingard 48' | (3–0) Jegyzőkönyv | Van Persie 83' |

| Old Trafford, Manchester Játékvezető: Benoît Bastien (francia) |

| 2016. október 20. 21:05 |

| Feyenoord     | 1–0               | Zorja Luhanszk |
| ------------- | ----------------- | -------------- |
| Jørgensen 55' | (0–0) Jegyzőkönyv |                |

| Stadion Feijenoord, Rotterdam Játékvezető: Andris Treimanis (lett) |

| 2016. november 3. 19:00 |

| Fenerbahçe SK   | 2–1               | Manchester United |
| --------------- | ----------------- | ----------------- |
| Sow 2' Lens 59' | (1–0) Jegyzőkönyv | Rooney 89'        |

| Şükrü Saracoğlu Stadion, Isztambul Játékvezető: Milorad Mažić (szerb) |

| 2016. november 3. 19:00 |

| Zorja Luhanszk | 1–1               | Feyenoord     |
| -------------- | ----------------- | ------------- |
| Forster 44'    | (1–1) Jegyzőkönyv | Jørgensen 15' |

| Chornomorets, Odessza Játékvezető: Jakob Kehlet (dán) |

| 2016. november 24. 17:00 |

| Fenerbahçe SK      | 2–0               | Zorja Luhanszk |
| ------------------ | ----------------- | -------------- |
| Stoch 59' Kjær 67' | (0–0) Jegyzőkönyv |                |

| Şükrü Saracoğlu Stadion, Isztambul Játékvezető: Harald Lechner (osztrák) |

| 2016. november 24. 21:05 |

| Manchester United                                   | 4–0               | Feyenoord |
| --------------------------------------------------- | ----------------- | --------- |
| Rooney 35' Mata 69' Jones 75' (öngól) Lingard 90+2' | (1–0) Jegyzőkönyv |           |

| Old Trafford, Manchester Játékvezető: Manuel Gräfe (német) |

| 2016. december 8. 19:00 |

| Feyenoord | 0–1               | Fenerbahçe SK |
| --------- | ----------------- | ------------- |
|           | (0–1) Jegyzőkönyv | Sow 22'       |

| De Kuip, Rotterdam Játékvezető: David Fernández Borbalán (spanyol) |

| 2016. december 8. 19:00 |

| Zorja Luhanszk | 0–2               | Manchester United             |
| -------------- | ----------------- | ----------------------------- |
|                | (0–0) Jegyzőkönyv | Mhitarján 48' Ibrahimović 88' |

| Chornomorets Stadium, Odessza Játékvezető: Bognár Tamás (magyar) |

### B csoport
| Hely. | Csapat      | M | Gy | D | V | G+ | G– | Gk | P  | Továbbjutás                                |     | APO | OLY | YB  | AST |
| ----- | ----------- | - | -- | - | - | -- | -- | -- | -- | ------------------------------------------ | --- | --- | --- | --- | --- |
| 1.    | APÓEL       | 6 | 4  | 0 | 2 | 8  | 6  | +2 | 12 | Továbbjutott az egyenes kieséses szakaszba |     | —   | 2–0 | 1–0 | 2–1 |
| 2.    | Olimbiakósz | 6 | 2  | 2 | 2 | 7  | 6  | +1 | 8  | Továbbjutott az egyenes kieséses szakaszba |     | 0–1 | —   | 1–1 | 4–1 |
| 3.    | Young Boys  | 6 | 2  | 2 | 2 | 7  | 4  | +3 | 8  |                                            |     | 3–1 | 0–1 | —   | 3–0 |
| 4.    | Asztana FK  | 6 | 1  | 2 | 3 | 5  | 11 | −6 | 5  |                                            | 2–1 | 1–1 | 0–0 | —   |     |

| 2016. szeptember 15. 19:00 |

| Young Boys | 0–1               | Olimbiakósz   |
| ---------- | ----------------- | ------------- |
|            | (0–1) Jegyzőkönyv | Cambiasso 42' |

| Stade de Suisse, Bern Játékvezető: Serhiy Boyko (ukrán) |

| 2016. szeptember 15. 19:00 |

| APÓEL                       | 2–1               | Asztana FK       |
| --------------------------- | ----------------- | ---------------- |
| Vinícius 75' de Camargo 87' | (0–1) Jegyzőkönyv | Maksimović 45+1' |

| GSZP Stadion, Nicosia Játékvezető: Alekszandar Sztavrev (macedón) |

| 2016. szeptember 29. 17:00 |

| Asztana FK | 0–0         | Young Boys |
| ---------- | ----------- | ---------- |
|            | Jegyzőkönyv |            |

| Asztana Arena, Asztana Játékvezető: Lee Evans (wales) |

| 2016. szeptember 29. 21:05 |

| Olimbiakósz | 0–1               | APÓEL        |
| ----------- | ----------------- | ------------ |
|             | (0–1) Jegyzőkönyv | Sotiriou 10' |

| Karaiszkákisz Stadion, Pireusz Játékvezető: Gil (lengyel) |

| 2016. október 20. 21:05 |

| Olimbiakósz                                | 4–1               | Asztana FK    |
| ------------------------------------------ | ----------------- | ------------- |
| Figueiras 25' Elyounoussi 33' Sebá 34' 65' | (3–0) Jegyzőkönyv | Kabananga 54' |

| Karaiszkákisz Stadion, Pireusz Játékvezető: Tobias Stieler (német) |

| 2016. október 20. 21:05 |

| Young Boys                    | 3–1               | APÓEL     |
| ----------------------------- | ----------------- | --------- |
| Hoarau 18' 52' 82' (11-esből) | (1–1) Jegyzőkönyv | Efrem 14' |

| Stade de Suisse, Berne Játékvezető: Tobias Welz (német) |

| 2016. november 3. 17:00 |

| Asztana FK    | 1–1               | Olimbiakósz |
| ------------- | ----------------- | ----------- |
| Despotović 8' | (1–1) Jegyzőkönyv | Sebá 30'    |

| Asztana Arena, Asztana Játékvezető: Orel Grinfeeld (izraeli) |

| 2016. november 3. 19:00 |

| APÓEL        | 1–0               | Young Boys |
| ------------ | ----------------- | ---------- |
| Sotiriou 69' | (0–0) Jegyzőkönyv |            |

| GSZP Stadion, Nicosia Játékvezető: Sébastien Delferière (belga) |

| 2016. november 24. 17:00 |

| Asztana FK                | 2–1               | APÓEL     |
| ------------------------- | ----------------- | --------- |
| Aničić 59' Despotović 84' | (0–1) Jegyzőkönyv | Efrem 31' |

| Asztana Arena, Asztana Játékvezető: Kevin Blom (holland) |

| 2016. november 24. 21:05 |

| Olimbiakósz   | 1–1               | Young Boys |
| ------------- | ----------------- | ---------- |
| Fortounis 48' | (0–0) Jegyzőkönyv | Hoarau 58' |

| Karaiszkákisz Stadion, Pireusz Játékvezető: Miroslav Zelinka |

| 2016. december 8. 19:00 |

| Young Boys                     | 3–0               | Asztana FK |
| ------------------------------ | ----------------- | ---------- |
| Frey 63' Hoarau 66' Schick 71' | (0–0) Jegyzőkönyv |            |

| Stade de Suisse, Bern Játékvezető: Clayton Pisani (máltai) |

| 2016. december 8. 19:00 |

| APÓEL                               | 2–0               | Olimbiakósz |
| ----------------------------------- | ----------------- | ----------- |
| da Costa 19' (öngól) de Camargo 83' | (1–0) Jegyzőkönyv |             |

| GSZP Stadion, Nicosia Játékvezető: Carlos del Cerro Grande (spanyol) |

### C csoport
| Hely. | Csapat           | M | Gy | D | V | G+ | G– | Gk | P  | Továbbjutás                                |     | STE | AND | MAI | GAB |
| ----- | ---------------- | - | -- | - | - | -- | -- | -- | -- | ------------------------------------------ | --- | --- | --- | --- | --- |
| 1.    | AS Saint-Étienne | 6 | 3  | 3 | 0 | 8  | 5  | +3 | 12 | Továbbjutott az egyenes kieséses szakaszba |     | —   | 1–1 | 0–0 | 1–0 |
| 2.    | Anderlecht       | 6 | 3  | 2 | 1 | 16 | 8  | +8 | 11 | Továbbjutott az egyenes kieséses szakaszba |     | 2–3 | —   | 6–1 | 3–1 |
| 3.    | Mainz 05         | 6 | 2  | 3 | 1 | 8  | 10 | −2 | 9  |                                            |     | 1–1 | 1–1 | —   | 2–0 |
| 4.    | Qəbələ PFK       | 6 | 0  | 0 | 6 | 5  | 14 | −9 | 0  |                                            | 1–2 | 1–3 | 2–3 | —   |     |

| 2016. szeptember 15. 19:00 |

| Mainz 05    | 1–1               | AS Saint-Étienne |
| ----------- | ----------------- | ---------------- |
| Bungert 57' | (0–0) Jegyzőkönyv | Berić 88'        |

| Opel Arena, Mainz Játékvezető: Svein Oddvar Moen (norvég) |

| 2016. szeptember 15. 19:00 |

| Anderlecht                                  | 3–1               | Qəbələ PFK |
| ------------------------------------------- | ----------------- | ---------- |
| Teodorczyk 14' Rafael 41' (öngól) Capel 77' | (2–1) Jegyzőkönyv | Dabo 20'   |

| Constant Vanden Stock Stadion, Brüsszel Játékvezető: Harald Lechner (osztrák) |

| 2016. szeptember 29. 17:00 |

| Qəbələ PFK                         | 2–3               | Mainz 05                          |
| ---------------------------------- | ----------------- | --------------------------------- |
| Qurbanov 57' (11-esből) Zenjov 62' | (0–1) Jegyzőkönyv | Muto 41' Córdoba 68' Öztunalı 78' |

| Bakcell Arena, Baku Játékvezető: Gediminas Mažeika (litván) |

| 2016. szeptember 29. 21:05 |

| AS Saint-Étienne | 1–1               | Anderlecht               |
| ---------------- | ----------------- | ------------------------ |
| Roux 90+4'       | (0–0) Jegyzőkönyv | Tielemans 62' (11-esből) |

| Stade Geoffroy-Guichard, Saint-Étienne Játékvezető: Vladislav Bezborodov (orosz) |

| 2016. október 20. 21:05 |

| AS Saint-Étienne       | 1–0               | Qəbələ PFK |
| ---------------------- | ----------------- | ---------- |
| Ricardinho 70' (öngól) | (0–0) Jegyzőkönyv |            |

| Stade Geoffroy-Guichard, Saint-Étienne Játékvezető: Ali Palabıyık (török) |

| 2016. október 20. 21:05 |

| Mainz 05             | 1–1               | Anderlecht     |
| -------------------- | ----------------- | -------------- |
| Mallı 10' (11-esből) | (1–0) Jegyzőkönyv | Teodorczyk 65' |

| Opel Arena, Mainz Játékvezető: Jesús Gil Manzano (spanyol) |

| 2016. november 3. 17:00 |

| Qəbələ PFK   | 1–2               | AS Saint-Étienne        |
| ------------ | ----------------- | ----------------------- |
| Qurbanov 39' | (1–1) Jegyzőkönyv | Tannane 45+1' Berić 53' |

| Bakcell Arena, Baku Játékvezető: Carlos del Cerro Grande (spanyol) |

| 2016. november 3. 19:00 |

| Anderlecht                                                               | 6–1               | Mainz 05      |
| ------------------------------------------------------------------------ | ----------------- | ------------- |
| Stanciu 9' 41' Tielemans 62' Teodorczyk 89' 90+4' (11-esből) Bruno 90+2' | (2–1) Jegyzőkönyv | De Blasis 15' |

| Constant Vanden Stock Stadion, Brüsszel Játékvezető: Andreas Ekberg (svéd) |

| 2016. november 24. 17:00 |

| Qəbələ PFK                | 1–3               | Anderlecht                               |
| ------------------------- | ----------------- | ---------------------------------------- |
| Ricardinho 15' (11-esből) | (1–1) Jegyzőkönyv | Tielemans 11' Bruno 90' Teodorczyk 90+4' |

| Bakcell Arena, Baku Játékvezető: Yevhen Aranovsky (ukrán) |

| 2016. november 24. 21:05 |

| AS Saint-Étienne | 0–0         | Mainz 05 |
| ---------------- | ----------- | -------- |
|                  | Jegyzőkönyv |          |

| Stade Geoffroy-Guichard, Saint-Étienne Játékvezető: Bas Nijhuis (holland) |

| 2016. december 8. 19:00 |

| Mainz 05               | 2–0               | Qəbələ PFK |
| ---------------------- | ----------------- | ---------- |
| Hack 30' De Blasis 40' | (2–0) Jegyzőkönyv |            |

| Opel Arena, Mainz Játékvezető: Simon Lee Evans (walesi) |

| 2016. december 8. 19:00 |

| Anderlecht              | 2–3               | AS Saint-Étienne                    |
| ----------------------- | ----------------- | ----------------------------------- |
| Chipciu 21' Stanciu 31' | (2–0) Jegyzőkönyv | Søderlund 62' 67' Monnet-Paquet 74' |

| Constant Vanden Stock Stadion, Brüsszel Játékvezető: Kovács István (román) |

### D csoport
| Hely. | Csapat           | M | Gy | D | V | G+ | G– | Gk | P  | Továbbjutás                                |     | ZEN | AZ  | MTA | DUN |
| ----- | ---------------- | - | -- | - | - | -- | -- | -- | -- | ------------------------------------------ | --- | --- | --- | --- | --- |
| 1.    | Zenyit           | 6 | 5  | 0 | 1 | 17 | 8  | +9 | 15 | Továbbjutott az egyenes kieséses szakaszba |     | —   | 5–0 | 2–0 | 2–1 |
| 2.    | AZ               | 6 | 2  | 2 | 2 | 6  | 10 | −4 | 8  | Továbbjutott az egyenes kieséses szakaszba |     | 3–2 | —   | 1–2 | 1–1 |
| 3.    | Makkabi Tel-Aviv | 6 | 2  | 1 | 3 | 7  | 9  | −2 | 7  |                                            |     | 3–4 | 0–0 | —   | 2–1 |
| 4.    | Dundalk FC       | 6 | 1  | 1 | 4 | 5  | 8  | −3 | 4  |                                            | 1–2 | 0–1 | 1–0 | —   |     |

| 2016. szeptember 15. 19:00 |

| AZ          | 1–1               | Dundalk FC  |
| ----------- | ----------------- | ----------- |
| Wuytens 61' | (0–0) Jegyzőkönyv | Kilduff 89' |

| AZAL Stadion, Alkmaar Játékvezető: Clayton Pisani (máltai) |

| 2016. szeptember 15. 19:00 |

| Makkabi Tel-Aviv                   | 3–4               | Zenyit                                               |
| ---------------------------------- | ----------------- | ---------------------------------------------------- |
| Medunjanin 26' 70' Kjartansson 50' | (1–0) Jegyzőkönyv | Kokorin 77' Maurício 84' Giuliano 86' Đorđević 90+2' |

| Netánja Stadion, Netánja Játékvezető: Ivan Kružliak (szlovák) |

| 2016. szeptember 29. 21:05 |

| Zenyit                                                          | 5–0               | AZ |
| --------------------------------------------------------------- | ----------------- | -- |
| Kokorin 26' 59' Giuliano 48' Criscito 66' (11-esből) Shatov 80' | (1–0) Jegyzőkönyv |    |

| Petrovszkij Stadion, Szentpétervár Játékvezető: Xavier Estrada Fernández (spanyol) |

| 2016. szeptember 29. 21:05 |

| Dundalk FC  | 1–0               | Makkabi Tel-Aviv |
| ----------- | ----------------- | ---------------- |
| Kilduff 72' | (0–0) Jegyzőkönyv |                  |

| Tallaght Stadium, Dublin Játékvezető: Andris Treimanis (lett) |

| 2016. október 20. 21:05 |

| Dundalk FC | 1–2               | Zenyit               |
| ---------- | ----------------- | -------------------- |
| Benson 52' | (0–0) Jegyzőkönyv | Mak 71' Giuliano 77' |

| Tallaght Stadium, Dublin Játékvezető: Miroslav Zelinka (cseh) |

| 2016. október 20. 21:05 |

| AZ         | 1–2               | Makkabi Tel-Aviv        |
| ---------- | ----------------- | ----------------------- |
| Mühren 72' | (0–1) Jegyzőkönyv | Scarione 24' Golasa 82' |

| AZAL Stadion, Alkmaar Játékvezető: Kovács István (román) |

| 2016. november 3. 19:00 |

| Zenyit           | 2–1               | Dundalk FC |
| ---------------- | ----------------- | ---------- |
| Giuliano 42' 78' | (1–0) Jegyzőkönyv | Horgan 52' |

| Petrovszkij Stadion, Szentpétervár Játékvezető: Luca Banti (olasz) |

| 2016. november 3. 19:00 |

| Makkabi Tel-Aviv | 0–0         | AZ |
| ---------------- | ----------- | -- |
|                  | Jegyzőkönyv |    |

| Netánja Stadion, Netánja Játékvezető: Davide Massa (olasz) |

| 2016. november 24. 17:00 |

| Zenyit                         | 2–0               | Makkabi Tel-Aviv |
| ------------------------------ | ----------------- | ---------------- |
| Kokorin 44' A. Kerzhakov 90+1' | (1–0) Jegyzőkönyv |                  |

| Petrovszkij Stadion, Szentpétervár Játékvezető: Alekszandar Sztavrev (macedón) |

| 2016. november 24. 21:05 |

| Dundalk FC | 0–1               | AZ          |
| ---------- | ----------------- | ----------- |
|            | (0–1) Jegyzőkönyv | Weghorst 9' |

| Tallaght Stadium, Dublin Játékvezető: Vad István (magyar) |

| 2016. december 8. 19:00 |

| AZ                                | 3–2               | Zenyit                           |
| --------------------------------- | ----------------- | -------------------------------- |
| Rienstra 7' Haps 43' Tanković 68' | (2–0) Jegyzőkönyv | Giuliano 58' Wuytens 80' (öngól) |

| AZAL Stadion, Alkmaar Játékvezető: Svein Oddvar Moen (norvég) |

| 2016. december 8. 19:00 |

| Makkabi Tel-Aviv                     | 2–1               | Dundalk FC       |
| ------------------------------------ | ----------------- | ---------------- |
| Ben Haim II 21' (11-esből) Micha 38' | (2–1) Jegyzőkönyv | Dasa 27' (öngól) |

| Netánja Stadion, Netánja Játékvezető: Robert Schörgenhofer (osztrák) |

### E csoport
| Hely. | Csapat         | M | Gy | D | V | G+ | G– | Gk | P  | Továbbjutás                                |     | ASR | AST | VPL | AWI |
| ----- | -------------- | - | -- | - | - | -- | -- | -- | -- | ------------------------------------------ | --- | --- | --- | --- | --- |
| 1.    | AS Roma        | 6 | 3  | 3 | 0 | 16 | 7  | +9 | 12 | Továbbjutott az egyenes kieséses szakaszba |     | —   | 4–0 | 4–1 | 3–3 |
| 2.    | Astra Giurgiu  | 6 | 2  | 2 | 2 | 7  | 10 | −3 | 8  | Továbbjutott az egyenes kieséses szakaszba |     | 0–0 | —   | 1–1 | 2–3 |
| 3.    | Viktoria Plzeň | 6 | 1  | 3 | 2 | 7  | 10 | −3 | 6  |                                            |     | 1–1 | 1–2 | —   | 3–2 |
| 4.    | Austria Wien   | 6 | 1  | 2 | 3 | 11 | 14 | −3 | 5  |                                            | 2–4 | 1–2 | 0–0 | —   |     |

| 2016. szeptember 15. 19:00 |

| Viktoria Plzeň | 1–1               | AS Roma               |
| -------------- | ----------------- | --------------------- |
| Bakoš 11'      | (1–1) Jegyzőkönyv | Perotti 4' (11-esből) |

| Doosan Arena, Plzeň Játékvezető: Ruddy Buquet (francia) |

| 2016. szeptember 15. 19:00 |

| Astra Giurgiu           | 2–3               | Austria Wien                                              |
| ----------------------- | ----------------- | --------------------------------------------------------- |
| Alibec 18' Săpunaru 74' | (1–2) Jegyzőkönyv | Holzhauser 16' (11-esből) Friesenbichler 33' Grünwald 58' |

| Arena Națională, Bukarest Játékvezető: Andreas Ekberg (svéd) |

| 2016. szeptember 29. 21:05 |

| Austria Wien | 0–0         | Viktoria Plzeň |
| ------------ | ----------- | -------------- |
|              | Jegyzőkönyv |                |

| Ernst-Happel-Stadion, Bécs Játékvezető: John Beaton (skót) |

| 2016. szeptember 29. 21:05 |

| AS Roma                                                   | 4–0               | Astra Giurgiu |
| --------------------------------------------------------- | ----------------- | ------------- |
| Strootman 15' Fazio 45+2' Fabrício 47' (öngól) Szaláh 55' | (2–0) Jegyzőkönyv |               |

| Stadio Olimpico, Róma Játékvezető: Aliyar Aghayev (azeri) |

| 2016. október 20. 21:05 |

| AS Roma                          | 3–3               | Austria Wien                         |
| -------------------------------- | ----------------- | ------------------------------------ |
| El Shaarawy 19' 34' Florenzi 69' | (2–1) Jegyzőkönyv | Holzhauser 16' Prokop 82' Kayode 84' |

| Stadio Olimpico, Róma Játékvezető: Vladislav Bezborodov (orosz) |

| 2016. október 20. 21:05 |

| Viktoria Plzeň | 1–2               | Astra Giurgiu                 |
| -------------- | ----------------- | ----------------------------- |
| Hořava 86'     | (0–1) Jegyzőkönyv | Alibec 41' Hořava 64' (öngól) |

| Doosan Arena, Plzeň Játékvezető: Aleksei Eskov (orosz) |

| 2016. november 3. 19:00 |

| Austria Wien           | 2–4               | AS Roma                                  |
| ---------------------- | ----------------- | ---------------------------------------- |
| Kayode 2' Grünwald 89' | (1–2) Jegyzőkönyv | Džeko 5' 65' De Rossi 15' Nainggolan 78' |

| Ernst-Happel-Stadion, Bécs Játékvezető: Xavier Estrada Fernández (spanyol) |

| 2016. november 3. 19:00 |

| Astra Giurgiu | 1–1               | Viktoria Plzeň |
| ------------- | ----------------- | -------------- |
| Stan 19'      | (1–1) Jegyzőkönyv | Krmenčík 25'   |

| Arena Națională, Bukarest Játékvezető: Alon Yefet (izraeli) |

| 2016. november 24. 21:05 |

| AS Roma                              | 4–1               | Viktoria Plzeň |
| ------------------------------------ | ----------------- | -------------- |
| Džeko 10' 61' 88' Matějů 82' (öngól) | (1–1) Jegyzőkönyv | Zeman 18'      |

| Stadio Olimpico, Róma Játékvezető: Tobias Stieler (német) |

| 2016. november 24. 21:05 |

| Austria Wien  | 1–2               | Astra Giurgiu                     |
| ------------- | ----------------- | --------------------------------- |
| Rotpuller 57' | (0–0) Jegyzőkönyv | Florea 79' Budescu 88' (11-esből) |

| Ernst-Happel-Stadion, Bécs Játékvezető: Paweł Raczkowski (lengyel) |

| 2016. december 8. 19:00 |

| Viktoria Plzeň           | 3–2               | Austria Wien                            |
| ------------------------ | ----------------- | --------------------------------------- |
| Hořava 44' Ďuriš 72' 84' | (1–2) Jegyzőkönyv | Holzhauser 19' (11-esből) Rotpuller 40' |

| Doosan Arena, Plzeň Játékvezető: Serhiy Boyko (ukrán) |

| 2016. december 8. 19:00 |

| Astra Giurgiu | 0–0         | AS Roma |
| ------------- | ----------- | ------- |
|               | Jegyzőkönyv |         |

| Arena Națională, Bukarest Játékvezető: Hüseyin Göçek (török) |

### F csoport
| Hely. | Csapat          | M | Gy | D | V | G+ | G– | Gk | P  | Továbbjutás                                |     | GNK | ATH | RWI | SAS |
| ----- | --------------- | - | -- | - | - | -- | -- | -- | -- | ------------------------------------------ | --- | --- | --- | --- | --- |
| 1.    | KRC Genk        | 6 | 4  | 0 | 2 | 13 | 9  | +4 | 12 | Továbbjutott az egyenes kieséses szakaszba |     | —   | 2–0 | 1–0 | 3–1 |
| 2.    | Athletic Bilbao | 6 | 3  | 1 | 2 | 10 | 11 | −1 | 10 | Továbbjutott az egyenes kieséses szakaszba |     | 5–3 | —   | 1–0 | 3–2 |
| 3.    | Rapid Wien      | 6 | 1  | 3 | 2 | 7  | 8  | −1 | 6  |                                            |     | 3–2 | 1–1 | —   | 1–1 |
| 4.    | Sassuolo        | 6 | 1  | 2 | 3 | 9  | 11 | −2 | 5  |                                            | 0–2 | 3–0 | 2–2 | —   |     |

| 2016. szeptember 15. 19:00 |

| Rapid Wien                                  | 3–2               | KRC Genk                  |
| ------------------------------------------- | ----------------- | ------------------------- |
| Schwab 51' Joelinton 59' Colley 60' (öngól) | (0–1) Jegyzőkönyv | Bailey 29' 90' (11-esből) |

| Allianz Stadion, Bécs Játékvezető: Kevin Blom (holland) |

| 2016. szeptember 15. 19:00 |

| Sassuolo                           | 3–0               | Athletic Bilbao |
| ---------------------------------- | ----------------- | --------------- |
| Lirola 60' Defrel 75' Politano 82' | (0–0) Jegyzőkönyv |                 |

| Mapei Stadium – Città del Tricolore, Reggio Emilia Játékvezető: Paweł Raczkowski (lengyel) |

| 2016. szeptember 29. 21:05 |

| Athletic Bilbao | 1–0               | Rapid Wien |
| --------------- | ----------------- | ---------- |
| Beñat 59'       | (0–0) Jegyzőkönyv |            |

| San Mamés Stadion, Bilbao Játékvezető: Tony Chapron (francia) |

| 2016. szeptember 29. 21:05 |

| KRC Genk                         | 3–1               | Sassuolo     |
| -------------------------------- | ----------------- | ------------ |
| Karelis 8' Bailey 25' Buffel 61' | (2–0) Jegyzőkönyv | Politano 65' |

| Luminus Arena, Genk Játékvezető: Liran Liany (izraeli) |

| 2016. október 20. 21:05 |

| KRC Genk             | 2–0               | Athletic Bilbao |
| -------------------- | ----------------- | --------------- |
| Brabec 40' Ndidi 83' | (1–0) Jegyzőkönyv |                 |

| Luminus Arena, Genk Játékvezető: Stefan Johannesson (svéd) |

| 2016. október 20. 21:05 |

| Rapid Wien | 1–1               | Sassuolo              |
| ---------- | ----------------- | --------------------- |
| Schaub 7'  | (1–0) Jegyzőkönyv | Schrammel 66' (öngól) |

| Allianz Stadion, Bécs Játékvezető: Hugo Miguel (portugál) |

| 2016. november 3. 19:00 |

| Athletic Bilbao                                              | 5–3               | KRC Genk                       |
| ------------------------------------------------------------ | ----------------- | ------------------------------ |
| Aduriz 8' 24' (11-esből) 44' (11-esből) 74' 90+4' (11-esből) | (3–1) Jegyzőkönyv | Bailey 28' Ndidi 51' Sušić 80' |

| San Mamés Stadion, Bilbao Játékvezető: Martin Atkinson (angol) |

| 2016. november 3. 19:00 |

| Sassuolo                    | 2–2               | Rapid Wien              |
| --------------------------- | ----------------- | ----------------------- |
| Defrel 34' Pellegrini 45+2' | (2–0) Jegyzőkönyv | Jelić 86' Kvilitaia 90' |

| Mapei Stadium – Città del Tricolore, Reggio Emilia Játékvezető: Craig Pawson (angol) |

| 2016. november 24. 21:05 |

| KRC Genk    | 1–0               | Rapid Wien |
| ----------- | ----------------- | ---------- |
| Karelis 11' | (1–0) Jegyzőkönyv |            |

| Luminus Arena, Genk Játékvezető: Ivan Kružliak (szlovák) |

| 2016. november 24. 21:05 |

| Athletic Bilbao                 | 3–2               | Sassuolo                         |
| ------------------------------- | ----------------- | -------------------------------- |
| García 10' Aduriz 58' Lekue 79' | (1–1) Jegyzőkönyv | Balenziaga 2' (öngól) Ragusa 83' |

| San Mamés Stadion, Bilbao Játékvezető: Kassai Viktor (magyar) |

| 2016. december 8. 19:00 |

| Rapid Wien    | 1–1               | Athletic Bilbao |
| ------------- | ----------------- | --------------- |
| Joelinton 72' | (0–0) Jegyzőkönyv | Saborit 84'     |

| Allianz Stadion, Bécs Játékvezető: Serdar Gözübüyük (holland) |

| 2016. december 9. 12:30 |

| Sassuolo | 0–2               | KRC Genk                |
| -------- | ----------------- | ----------------------- |
|          | (0–0) Jegyzőkönyv | Heynen 58' Trossard 80' |

| Mapei Stadium – Città del Tricolore, Reggio Emilia Játékvezető: Orel Grinfeeld (izraeli) |

- A mérkőzést eredetileg 2016. december 8-án, 19 órától játszották volna, de az erős köd miatt másnapra halasztották.[1]

### G csoport
| Hely. | Csapat            | M | Gy | D | V | G+ | G– | Gk  | P  | Továbbjutás                                |     | AJX | CEL | STA | PAT |
| ----- | ----------------- | - | -- | - | - | -- | -- | --- | -- | ------------------------------------------ | --- | --- | --- | --- | --- |
| 1.    | Ajax              | 6 | 4  | 2 | 0 | 11 | 6  | +5  | 14 | Továbbjutott az egyenes kieséses szakaszba |     | —   | 3–2 | 1–0 | 2–0 |
| 2.    | Celta Vigo        | 6 | 2  | 3 | 1 | 10 | 7  | +3  | 9  | Továbbjutott az egyenes kieséses szakaszba |     | 2–2 | —   | 1–1 | 2–0 |
| 3.    | Standard de Liège | 6 | 1  | 4 | 1 | 8  | 6  | +2  | 7  |                                            |     | 1–1 | 1–1 | —   | 2–2 |
| 4.    | Panathinaikósz    | 6 | 0  | 1 | 5 | 3  | 13 | −10 | 1  |                                            | 1–2 | 0–2 | 0–3 | —   |     |

| 2016. szeptember 15. 21:05 |

| Standard de Liège | 1–1               | Celta Vigo |
| ----------------- | ----------------- | ---------- |
| Dossevi 3'        | (1–1) Jegyzőkönyv | Rossi 13'  |

| Stade Maurice Dufrasne, Liège Játékvezető: Hüseyin Göçek (török) |

| 2016. szeptember 15. 21:05 |

| Panathinaikósz | 1–2               | Ajax                     |
| -------------- | ----------------- | ------------------------ |
| Berg 5'        | (1–1) Jegyzőkönyv | Traoré 33' Riedewald 67' |

| Apostolos Nikolaidis Stadium, Athén Játékvezető: Andre Marriner (angol) |

| 2016. szeptember 29. 19:00 |

| Ajax        | 1–0               | Standard de Liège |
| ----------- | ----------------- | ----------------- |
| Dolberg 28' | (1–0) Jegyzőkönyv |                   |

| Amsterdam ArenA, Amszterdam Játékvezető: Paolo Mazzoleni (olasz) |

| 2016. szeptember 29. 19:00 |

| Celta Vigo            | 2–0               | Panathinaikósz |
| --------------------- | ----------------- | -------------- |
| Guidetti 84' Wass 89' | (0–0) Jegyzőkönyv |                |

| Balaídos, Vigo Játékvezető: Luca Banti (olasz) |

| 2016. október 20. 19:00 |

| Celta Vigo              | 2–2               | Ajax                 |
| ----------------------- | ----------------- | -------------------- |
| Fontàs 29' Orellana 82' | (1–1) Jegyzőkönyv | Zíjes 22' Younes 71' |

| Balaídos, Vigo Játékvezető: Ivan Kružliak (szlovák) |

| 2016. október 20. 19:00 |

| Standard de Liège                      | 2–2               | Panathinaikósz |
| -------------------------------------- | ----------------- | -------------- |
| Edmilson 45+1' (11-esből) Belfodil 82' | (1–2) Jegyzőkönyv | Ibarbo 12' 36' |

| Stade Maurice Dufrasne, Liège Játékvezető: Daniel Stefański (lengyel) |

| 2016. november 3. 21:05 |

| Ajax                             | 3–2               | Celta Vigo             |
| -------------------------------- | ----------------- | ---------------------- |
| Dolberg 41' Zíjes 68' Younes 71' | (1–0) Jegyzőkönyv | Guidetti 79' Aspas 86' |

| Amsterdam ArenA, Amszterdam Játékvezető: Paweł Raczkowski (lengyel) |

| 2016. november 3. 21:05 |

| Panathinaikósz | 0–3               | Standard de Liège            |
| -------------- | ----------------- | ---------------------------- |
|                | (0–0) Jegyzőkönyv | Cissé 62' Belfodil 76' 90+3' |

| Apostolos Nikolaidis Stadium, Athén Játékvezető: Serhiy Boyko (ukrán) |

| 2016. november 24. 19:00 |

| Celta Vigo | 1–1               | Standard de Liège |
| ---------- | ----------------- | ----------------- |
| Aspas 8'   | (1–0) Jegyzőkönyv | Laifis 81'        |

| Balaídos, Vigo Játékvezető: Benoît Bastien (francia) |

| 2016. november 24. 19:00 |

| Ajax                | 2–0               | Panathinaikósz |
| ------------------- | ----------------- | -------------- |
| Schöne 40' Tete 50' | (1–0) Jegyzőkönyv |                |

| Amsterdam ArenA, Amszterdam Játékvezető: Aleksei Eskov (orosz) |

| 2016. december 8. 21:05 |

| Standard de Liège | 1–1               | Ajax         |
| ----------------- | ----------------- | ------------ |
| Raman 85'         | (0–1) Jegyzőkönyv | El Ghazi 27' |

| Stade Maurice Dufrasne, Liège Játékvezető: Bobby Madden (skót) |

| 2016. december 8. 21:05 |

| Panathinaikósz | 0–2               | Celta Vigo                          |
| -------------- | ----------------- | ----------------------------------- |
|                | (0–1) Jegyzőkönyv | Guidetti 4' Orellana 76' (11-esből) |

| Apostolos Nikolaidis Stadium, Athén Játékvezető: Andris Treimanis (lett) |

### H csoport
| Hely. | Csapat            | M | Gy | D | V | G+ | G– | Gk  | P  | Továbbjutás                                |     | SHK | GNT | BRA | KON |
| ----- | ----------------- | - | -- | - | - | -- | -- | --- | -- | ------------------------------------------ | --- | --- | --- | --- | --- |
| 1.    | Sahtar Doneck     | 6 | 6  | 0 | 0 | 21 | 5  | +16 | 18 | Továbbjutott az egyenes kieséses szakaszba |     | —   | 5–0 | 2–0 | 4–0 |
| 2.    | KAA Gent          | 6 | 2  | 2 | 2 | 9  | 13 | −4  | 8  | Továbbjutott az egyenes kieséses szakaszba |     | 3–5 | —   | 2–2 | 2–0 |
| 3.    | Sporting de Braga | 6 | 1  | 3 | 2 | 9  | 11 | −2  | 6  |                                            |     | 2–4 | 1–1 | —   | 3–1 |
| 4.    | Konyaspor         | 6 | 0  | 1 | 5 | 2  | 12 | −10 | 1  |                                            | 0–1 | 0–1 | 1–1 | —   |     |

| 2016. szeptember 15. 21:05 |

| Konyaspor | 0–1               | Sahtar Doneck |
| --------- | ----------------- | ------------- |
|           | (0–0) Jegyzőkönyv | Ferreyra 75'  |

| Torku Arena, Konya Játékvezető: Robert Schörgenhofer (osztrák) |

| 2016. szeptember 15. 21:05 |

| Sporting de Braga | 1–1               | KAA Gent     |
| ----------------- | ----------------- | ------------ |
| Pinto 24'         | (1–1) Jegyzőkönyv | Milićević 6' |

| Braga városi stadion, Braga Játékvezető: Benoît Bastien (francia) |

| 2016. szeptember 29. 19:00 |

| KAA Gent           | 2–0               | Konyaspor |
| ------------------ | ----------------- | --------- |
| Sayef 17' Neto 33' | (2–0) Jegyzőkönyv |           |

| Jules Ottenstadion, Gent Játékvezető: Vad István (magyar) |

| 2016. szeptember 29. 19:00 |

| Sahtar Doneck               | 2–0               | Sporting de Braga |
| --------------------------- | ----------------- | ----------------- |
| Stepanenko 5' Kovalenko 56' | (1–0) Jegyzőkönyv |                   |

| Arena Lviv, Lviv Játékvezető: Tobias Stieler (német) |

| 2016. október 20. 19:00 |

| Sahtar Doneck                                                  | 5–0               | KAA Gent |
| -------------------------------------------------------------- | ----------------- | -------- |
| Kovalenko 12' Ferreyra 30' Bernard 46' Taison 75' Malyshev 85' | (2–0) Jegyzőkönyv |          |

| Arena Lviv, Lviv Játékvezető: Anthony Taylor (angol) |

| 2016. október 20. 19:00 |

| Konyaspor    | 1–1               | Sporting de Braga |
| ------------ | ----------------- | ----------------- |
| Milošević 9' | (1–0) Jegyzőkönyv | Hassan 55'        |

| Torku Arena, Konya Játékvezető: Aliyar Aghayev (azeri) |

| 2016. november 3. 21:05 |

| KAA Gent                              | 3–5               | Sahtar Doneck                                                           |
| ------------------------------------- | ----------------- | ----------------------------------------------------------------------- |
| Coulibaly 1' Perbet 83' Milićević 89' | (1–3) Jegyzőkönyv | Marlos 36' (11-esből) Taison 41' Stepanenko 45+3' Fred 68' Ferreyra 87' |

| Jules Ottenstadion, Gent Játékvezető: Aleksei Kulbakov (fehérorosz) |

| 2016. november 3. 21:05 |

| Sporting de Braga                       | 3–1               | Konyaspor    |
| --------------------------------------- | ----------------- | ------------ |
| Velázquez 34' Eduardo 45+1' Horta 90+7' | (2–1) Jegyzőkönyv | Rangelov 30' |

| Braga városi stadion, Braga Játékvezető: Alexandru Tudor (román) |

| 2016. november 24. 19:00 |

| Sahtar Doneck                                             | 4–0               | Konyaspor |
| --------------------------------------------------------- | ----------------- | --------- |
| Bardakcı 11' (öngól) Dentinho 36' Eduardo 66' Bernard 74' | (2–0) Jegyzőkönyv |           |

| Arena Lviv, Lviv Játékvezető: Kevin Clancy (skót) |

| 2016. november 24. 19:00 |

| KAA Gent                    | 2–2               | Sporting de Braga           |
| --------------------------- | ----------------- | --------------------------- |
| Coulibaly 32' Milićević 40' | (2–2) Jegyzőkönyv | Stojiljković 14' Hassan 36' |

| Jules Ottenstadion, Gent Játékvezető: Vladislav Bezborodov (orosz) |

| 2016. december 8. 17:00 |

| Konyaspor | 0–1               | KAA Gent        |
| --------- | ----------------- | --------------- |
|           | (0–0) Jegyzőkönyv | Coulibaly 90+4' |

| Torku Arena, Konya Játékvezető: Jakob Kehlet (dán) |

| 2016. december 8. 17:00 |

| Sporting de Braga             | 2–4               | Sahtar Doneck                  |
| ----------------------------- | ----------------- | ------------------------------ |
| Stojiljković 43' Vukčević 89' | (1–2) Jegyzőkönyv | Krivcov 22' 62' Taison 39' 66' |

| Braga városi stadion, Braga Játékvezető: Ali Palabıyık (török) |

### I csoport
| Hely. | Csapat            | M | Gy | D | V | G+ | G– | Gk | P  | Továbbjutás                                |     | S04 | KRA | RBS | NIC |
| ----- | ----------------- | - | -- | - | - | -- | -- | -- | -- | ------------------------------------------ | --- | --- | --- | --- | --- |
| 1.    | Schalke 04        | 6 | 5  | 0 | 1 | 9  | 3  | +6 | 15 | Továbbjutott az egyenes kieséses szakaszba |     | —   | 2–0 | 3–1 | 2–0 |
| 2.    | FK Krasznodar     | 6 | 2  | 1 | 3 | 8  | 8  | 0  | 7  | Továbbjutott az egyenes kieséses szakaszba |     | 0–1 | —   | 1–1 | 5–2 |
| 3.    | Red Bull Salzburg | 6 | 2  | 1 | 3 | 6  | 6  | 0  | 7  |                                            |     | 2–0 | 0–1 | —   | 0–1 |
| 4.    | OGC Nice          | 6 | 2  | 0 | 4 | 5  | 11 | −6 | 6  |                                            | 0–1 | 2–1 | 0–2 | —   |     |

| 2016. szeptember 15. 21:05 |

| Red Bull Salzburg | 0–1               | FK Krasznodar |
| ----------------- | ----------------- | ------------- |
|                   | (0–1) Jegyzőkönyv | Joãozinho 37' |

| Red Bull Arena, Wals-Siezenheim Játékvezető: Miroslav Zelinka |

| 2016. szeptember 15. 21:05 |

| OGC Nice | 0–1               | Schalke 04 |
| -------- | ----------------- | ---------- |
|          | (0–0) Jegyzőkönyv | Rahman 75' |

| Allianz Riviera, Nizza Játékvezető: Alberto Undiano Mallenco (spanyol) |

| 2016. szeptember 29. 19:00 |

| Schalke 04                                      | 3–1               | Red Bull Salzburg |
| ----------------------------------------------- | ----------------- | ----------------- |
| Goretzka 15' Ćaleta-Car 47' (öngól) Höwedes 58' | (1–0) Jegyzőkönyv | Soriano 72'       |

| Veltins-Arena, Gelsenkirchen Játékvezető: Serdar Gözübüyük (holland) |

| 2016. szeptember 29. 19:00 |

| FK Krasznodar                                         | 5–2               | OGC Nice                  |
| ----------------------------------------------------- | ----------------- | ------------------------- |
| Smolov 22' Joãozinho 33' 65' (11-esből) Ari 86' 90+3' | (2–1) Jegyzőkönyv | Balotelli 43' Cyprien 71' |

| Kuban Stadium, Krasznodar Játékvezető: Ivan Bebek (horvát) |

| 2016. október 20. 19:00 |

| FK Krasznodar | 0–1               | Schalke 04      |
| ------------- | ----------------- | --------------- |
|               | (0–1) Jegyzőkönyv | Konoplyanka 11' |

| Krasnodar Stadium, Krasznodar Játékvezető: Mark Clattenburg (angol) |

| 2016. október 20. 19:00 |

| Red Bull Salzburg | 0–1               | OGC Nice |
| ----------------- | ----------------- | -------- |
|                   | (0–1) Jegyzőkönyv | Pléa 13' |

| Red Bull Arena, Wals-Siezenheim Játékvezető: Yevhen Aranovsky (ukrán) |

| 2016. november 3. 21:05 |

| Schalke 04               | 2–0               | FK Krasznodar |
| ------------------------ | ----------------- | ------------- |
| Caiçara 25' Bentaleb 28' | (2–0) Jegyzőkönyv |               |

| Veltins-Arena, Gelsenkirchen Játékvezető: Slavko Vinčić (szlovén) |

| 2016. november 3. 21:05 |

| OGC Nice | 0–2               | Red Bull Salzburg      |
| -------- | ----------------- | ---------------------- |
|          | (0–0) Jegyzőkönyv | Hwang Hee-chan 72' 73' |

| Allianz Riviera, Nizza Játékvezető: Hüseyin Göçek (török) |

| 2016. november 24. 19:00 |

| FK Krasznodar | 1–1               | Red Bull Salzburg |
| ------------- | ----------------- | ----------------- |
| Smolov 85'    | (0–1) Jegyzőkönyv | Dabour 37'        |

| Krasnodar Stadium, Krasznodar Játékvezető: Liran Liany (izraeli) |

| 2016. november 24. 19:00 |

| Schalke 04                          | 2–0               | OGC Nice |
| ----------------------------------- | ----------------- | -------- |
| Konoplyanka 14' Aogo 80' (11-esből) | (1–0) Jegyzőkönyv |          |

| Veltins-Arena, Gelsenkirchen Játékvezető: Aliyar Aghayev (azeri) |

| 2016. december 8. 21:05 |

| Red Bull Salzburg            | 2–0               | Schalke 04 |
| ---------------------------- | ----------------- | ---------- |
| Schlager 22' Radošević 90+4' | (1–0) Jegyzőkönyv |            |

| Red Bull Arena, Wals-Siezenheim Játékvezető: Radu Petrescu (román) |

| 2016. december 8. 21:05 |

| OGC Nice                               | 2–1               | FK Krasznodar |
| -------------------------------------- | ----------------- | ------------- |
| Bosetti 64' (11-esből) Le Marchand 77' | (0–0) Jegyzőkönyv | Smolov 52'    |

| Allianz Riviera, Nizza Játékvezető: Sandro Schärer (svájci) |

### J csoport
| Hely. | Csapat         | M | Gy | D | V | G+ | G– | Gk | P  | Továbbjutás                                |     | FIO | TSP | QAR | LIB |
| ----- | -------------- | - | -- | - | - | -- | -- | -- | -- | ------------------------------------------ | --- | --- | --- | --- | --- |
| 1.    | Fiorentina     | 6 | 4  | 1 | 1 | 15 | 6  | +9 | 13 | Továbbjutott az egyenes kieséses szakaszba |     | —   | 2–3 | 5–1 | 3–0 |
| 2.    | PAÓK           | 6 | 3  | 1 | 2 | 7  | 6  | +1 | 10 | Továbbjutott az egyenes kieséses szakaszba |     | 0–0 | —   | 0–1 | 2–0 |
| 3.    | Qarabağ        | 6 | 2  | 1 | 3 | 7  | 12 | −5 | 7  |                                            |     | 1–2 | 2–0 | —   | 2–2 |
| 4.    | Slovan Liberec | 6 | 1  | 1 | 4 | 7  | 12 | −5 | 4  |                                            | 1–3 | 1–2 | 3–0 | —   |     |

| 2016. szeptember 15. 17:00 |

| Qarabağ                 | 2–2               | Slovan Liberec      |
| ----------------------- | ----------------- | ------------------- |
| Míchel 7' Sadygov 90+4' | (1–1) Jegyzőkönyv | Sýkora 1' Baroš 68' |

| Dalga Arena, Baku Játékvezető: Stephan Klossner (svájci) |

| 2016. szeptember 15. 21:05 |

| PAÓK | 0–0         | Fiorentina |
| ---- | ----------- | ---------- |
|      | Jegyzőkönyv |            |

| Túmbasz Stadion, Szaloniki Játékvezető: Slavko Vinčić (szlovén) |

| 2016. szeptember 29. 19:00 |

| Fiorentina                                   | 5–1               | Qarabağ      |
| -------------------------------------------- | ----------------- | ------------ |
| Babacar 39' 45+2' Kalinić 43' Zárate 63' 78' | (3–0) Jegyzőkönyv | Ndlovu 90+2' |

| Stadio Artemio Franchi, Firenze Játékvezető: Oliver Drachta (osztrák) |

| 2016. szeptember 29. 19:00 |

| Slovan Liberec | 1–2               | PAÓK                            |
| -------------- | ----------------- | ------------------------------- |
| Komlichenko 1' | (1–1) Jegyzőkönyv | Athanasiadis 10' (11-esből) 82' |

| Stadion u Nisy, Liberec Játékvezető: Bognár Tamás (magyar) |

| 2016. október 20. 19:00 |

| Slovan Liberec | 1–3               | Fiorentina                 |
| -------------- | ----------------- | -------------------------- |
| Ševčík 58'     | (0–2) Jegyzőkönyv | Kalinić 8' 23' Babacar 70' |

| Stadion u Nisy, Liberec Játékvezető: Serdar Gözübüyük (holland) |

| 2016. október 20. 19:00 |

| Qarabağ                      | 2–0               | PAÓK |
| ---------------------------- | ----------------- | ---- |
| Quintana 56' Amirguliyev 87' | (0–0) Jegyzőkönyv |      |

| Tofik Bahramov Stadion, Baku Játékvezető: Alon Yefet (izraeli) |

| 2016. november 3. 21:05 |

| Fiorentina                                       | 3–0               | Slovan Liberec |
| ------------------------------------------------ | ----------------- | -------------- |
| Iličić 30' (11-esből) Kalinić 43' Cristóforo 73' | (2–0) Jegyzőkönyv |                |

| Stadio Artemio Franchi, Firenze Játékvezető: Alekszandar Sztavrev (macedón) |

| 2016. november 3. 21:05 |

| PAÓK | 0–1               | Qarabağ    |
| ---- | ----------------- | ---------- |
|      | (0–0) Jegyzőkönyv | Míchel 69' |

| Túmbasz Stadion, Szaloniki Játékvezető: John Beaton (skót) |

| 2016. november 24. 19:00 |

| Slovan Liberec                          | 3–0               | Qarabağ |
| --------------------------------------- | ----------------- | ------- |
| Vůch 11' Komlichenko 57' (11-esből) 63' | (1–0) Jegyzőkönyv |         |

| Stadion u Nisy, Liberec Játékvezető: Stefan Johannesson (svéd) |

| 2016. november 24. 19:00 |

| Fiorentina                   | 2–3               | PAÓK                                  |
| ---------------------------- | ----------------- | ------------------------------------- |
| Bernardeschi 33' Babacar 50' | (1–2) Jegyzőkönyv | Shakhov 5' Djalma 26' Rodrigues 90+3' |

| Stadio Artemio Franchi, Firenze Játékvezető: Stephan Klossner (svájci) |

| 2016. december 8. 17:00 |

| Qarabağ      | 1–2               | Fiorentina            |
| ------------ | ----------------- | --------------------- |
| Reynaldo 73' | (0–0) Jegyzőkönyv | Vecino 60' Chiesa 76' |

| Tofik Bahramov Stadion, Baku Játékvezető: Ivan Bebek (horvát) |

| 2016. december 8. 17:00 |

| PAÓK                     | 2–0               | Slovan Liberec |
| ------------------------ | ----------------- | -------------- |
| Rodrigues 29' Pelkas 67' | (1–0) Jegyzőkönyv |                |

| Túmbasz Stadion, Szaloniki Játékvezető: Andre Marriner (angol) |

### K csoport
| Hely. | Csapat           | M | Gy | D | V | G+ | G– | Gk | P  | Továbbjutás                                |     | SPA | HBS | SOU | INT |
| ----- | ---------------- | - | -- | - | - | -- | -- | -- | -- | ------------------------------------------ | --- | --- | --- | --- | --- |
| 1.    | Sparta Praha     | 6 | 4  | 0 | 2 | 8  | 6  | +2 | 12 | Továbbjutott az egyenes kieséses szakaszba |     | —   | 2–0 | 1–0 | 3–1 |
| 2.    | Hapóél Beér-Seva | 6 | 2  | 2 | 2 | 6  | 6  | 0  | 8  | Továbbjutott az egyenes kieséses szakaszba |     | 0–1 | —   | 0–0 | 3–2 |
| 3.    | Southampton FC   | 6 | 2  | 2 | 2 | 6  | 4  | +2 | 8  |                                            |     | 3–0 | 1–1 | —   | 2–1 |
| 4.    | Internazionale   | 6 | 2  | 0 | 4 | 7  | 11 | −4 | 6  |                                            | 2–1 | 0–2 | 1–0 | —   |     |

| 2016. szeptember 15. 21:05 |

| Internazionale | 0–2               | Hapóél Beér-Seva      |
| -------------- | ----------------- | --------------------- |
|                | (0–0) Jegyzőkönyv | Vítor 54' Buzaglo 69' |

| San Siro, Milánó Játékvezető: Jakob Kehlet (dán) |

| 2016. szeptember 15. 21:05 |

| Southampton FC                           | 3–0               | Sparta Praha |
| ---------------------------------------- | ----------------- | ------------ |
| Austin 5' (11-esből) 27' Rodriguez 90+2' | (2–0) Jegyzőkönyv |              |

| St Mary's Stadium, Southampton Játékvezető: Manuel Gräfe (német) |

| 2016. szeptember 29. 19:00 |

| Sparta Praha               | 3–1               | Internazionale |
| -------------------------- | ----------------- | -------------- |
| V. Kadlec 7' 25' Holek 76' | (2–0) Jegyzőkönyv | Palacio 71'    |

| Generali Arena, Prága Játékvezető: Artur Soares Dias (portugál) |

| 2016. szeptember 29. 19:00 |

| Hapóél Beér-Seva | 0–0         | Southampton FC |
| ---------------- | ----------- | -------------- |
|                  | Jegyzőkönyv |                |

| Turner Stadium, Beersheba Játékvezető: Stefan Johannesson (svéd) |

| 2016. október 20. 19:00 |

| Hapóél Beér-Seva | 0–1               | Sparta Praha |
| ---------------- | ----------------- | ------------ |
|                  | (0–0) Jegyzőkönyv | Pulkrab 71'  |

| Turner Stadium, Beersheba Játékvezető: Ivan Bebek (horvát) |

| 2016. október 20. 19:00 |

| Internazionale | 1–0               | Southampton FC |
| -------------- | ----------------- | -------------- |
| Candreva 67'   | (0–0) Jegyzőkönyv |                |

| San Siro, Milánó Játékvezető: Gediminas Mažeika (litván) |

| 2016. november 3. 21:05 |

| Sparta Praha                     | 2–0               | Hapóél Beér-Seva |
| -------------------------------- | ----------------- | ---------------- |
| B. Bitton 23' (öngól) Lafata 38' | (2–0) Jegyzőkönyv |                  |

| Generali Arena, Prága Játékvezető: Vad István (magyar) |

| 2016. november 3. 21:05 |

| Southampton FC                    | 2–1               | Internazionale |
| --------------------------------- | ----------------- | -------------- |
| Van Dijk 64' Nagatomo 70' (öngól) | (0–1) Jegyzőkönyv | Icardi 33'     |

| St Mary's Stadium, Southampton Játékvezető: Paweł Gil (lengyel) |

| 2016. november 24. 19:00 |

| Hapóél Beér-Seva                                 | 3–2               | Internazionale          |
| ------------------------------------------------ | ----------------- | ----------------------- |
| Maranhão 58' Nwakaeme 71' (11-esből) Sahar 90+3' | (0–2) Jegyzőkönyv | Icardi 13' Brozović 25' |

| Turner Stadium, Beersheba Játékvezető: Xavier Estrada Fernández (spanyol) |

| 2016. november 24. 19:00 |

| Sparta Praha | 1–0               | Southampton FC |
| ------------ | ----------------- | -------------- |
| Costa 11'    | (1–0) Jegyzőkönyv |                |

| Generali Arena, Prága Játékvezető: Jesús Gil Manzano (spanyol) |

| 2016. december 8. 21:05 |

| Internazionale | 2–1               | Sparta Praha |
| -------------- | ----------------- | ------------ |
| Éder 23' 90'   | (1–0) Jegyzőkönyv | Mareček 54'  |

| San Siro, Milánó Játékvezető: Bart Vertenten (belga) |

| 2016. december 8. 21:05 |

| Southampton FC | 1–1               | Hapóél Beér-Seva |
| -------------- | ----------------- | ---------------- |
| Van Dijk 90+1' | (0–0) Jegyzőkönyv | Buzaglo 79'      |

| St Mary's Stadium, Southampton Játékvezető: Paolo Tagliavento (olasz) |

### L csoport
| Hely. | Csapat           | M | Gy | D | V | G+ | G– | Gk | P  | Továbbjutás                                |     | OSM | VIL | ZUR | STE |
| ----- | ---------------- | - | -- | - | - | -- | -- | -- | -- | ------------------------------------------ | --- | --- | --- | --- | --- |
| 1.    | Osmanlıspor      | 6 | 3  | 1 | 2 | 10 | 7  | +3 | 10 | Továbbjutott az egyenes kieséses szakaszba |     | —   | 2–2 | 2–0 | 2–0 |
| 2.    | Villarreal CF    | 6 | 2  | 3 | 1 | 9  | 8  | +1 | 9  | Továbbjutott az egyenes kieséses szakaszba |     | 1–2 | —   | 2–1 | 2–1 |
| 3.    | FC Zürich        | 6 | 1  | 3 | 2 | 5  | 7  | −2 | 6  |                                            |     | 2–1 | 1–1 | —   | 0–0 |
| 4.    | Steaua București | 6 | 1  | 3 | 2 | 5  | 7  | −2 | 6  |                                            | 2–1 | 1–1 | 1–1 | —   |     |

| 2016. szeptember 15. 21:05 |

| Osmanlıspor                     | 2–0               | Steaua București |
| ------------------------------- | ----------------- | ---------------- |
| Diabaté 64' (11-esből) Umar 74' | (0–0) Jegyzőkönyv |                  |

| Osmanlı Stadyumu, Ankara Játékvezető: Tobias Welz (német) |

| 2016. szeptember 15. 21:05 |

| Villarreal CF           | 2–1               | FC Zürich |
| ----------------------- | ----------------- | --------- |
| Pato 28' Jonathan 45+1' | (2–1) Jegyzőkönyv | Sadiku 2' |

| Estadio El Madrigal, Villarreal Játékvezető: Sébastien Delferière (belga) |

| 2016. szeptember 29. 19:00 |

| FC Zürich                        | 2–1               | Osmanlıspor |
| -------------------------------- | ----------------- | ----------- |
| Schönbächler 45+1' Čavušević 79' | (1–0) Jegyzőkönyv | Maher 73'   |

| Letzigrundstadion, Zürich Játékvezető: Aleksei Eskov (orosz) |

| 2016. szeptember 29. 19:00 |

| Steaua București | 1–1               | Villarreal CF |
| ---------------- | ----------------- | ------------- |
| Sulley 19'       | (1–1) Jegyzőkönyv | Borré 9'      |

| Arena Națională, Bukarest Játékvezető: Yevhen Aranovsky (ukrán) |

| 2016. október 20. 19:00 |

| Steaua București | 1–1               | FC Zürich |
| ---------------- | ----------------- | --------- |
| Golubović 63'    | (0–0) Jegyzőkönyv | Koné 86'  |

| Arena Națională, Bukarest Játékvezető: Bognár Tamás (magyar) |

| 2016. október 20. 19:00 |

| Osmanlıspor     | 2–2               | Villarreal CF        |
| --------------- | ----------------- | -------------------- |
| Rusescu 23' 24' | (2–0) Jegyzőkönyv | N'Diaye 56' Pato 74' |

| Osmanlı Stadyumu, Ankara Játékvezető: Liran Liany (izraeli) |

| 2016. november 3. 21:05 |

| FC Zürich | 0–0         | Steaua București |
| --------- | ----------- | ---------------- |
|           | Jegyzőkönyv |                  |

| Letzigrundstadion, Zürich Játékvezető: Robert Schörgenhofer (osztrák) |

| 2016. november 3. 21:05 |

| Villarreal CF | 1–2               | Osmanlıspor         |
| ------------- | ----------------- | ------------------- |
| Rodri 48'     | (0–1) Jegyzőkönyv | Webó 8' Rusescu 75' |

| Estadio El Madrigal, Villarreal Játékvezető: Harald Lechner (osztrák) |

| 2016. november 24. 19:00 |

| Steaua București         | 2–1               | Osmanlıspor |
| ------------------------ | ----------------- | ----------- |
| Momčilović 68' Tamaș 86' | (0–1) Jegyzőkönyv | Ndiaye 30'  |

| Arena Națională, Bukarest Játékvezető: Paolo Mazzoleni (olasz) |

| 2016. november 24. 19:00 |

| FC Zürich                | 1–1               | Villarreal CF |
| ------------------------ | ----------------- | ------------- |
| Rodríguez 87' (11-esből) | (0–1) Jegyzőkönyv | Soriano 14'   |

| Letzigrundstadion, Zürich Játékvezető: Davide Massa (olasz) |

| 2016. december 8. 17:00 |

| Osmanlıspor                | 2–0               | FC Zürich |
| -------------------------- | ----------------- | --------- |
| Delarge 73' Kılıçaslan 89' | (0–0) Jegyzőkönyv |           |

| Osmanlı Stadyumu, Ankara Játékvezető: Matej Jug (szlovén) |

| 2016. december 8. 21:05 |

| Villarreal CF             | 2–1               | Steaua București |
| ------------------------- | ----------------- | ---------------- |
| Sansone 16' Trigueros 88' | (1–0) Jegyzőkönyv | Achim 55'        |

| Estadio El Madrigal, Villarreal Játékvezető: Manuel Gräfe (német) |